# فرنسيسكو مورا (مجدف)
فرنسيسكو مورا هو مجدف كوبي، ولد في 30 يوليو 1952.

## وصلات خارجية
- فرنسيسكو مورا على موقع الاتحاد الدولي للتجديف (الإنجليزية)
- فرنسيسكو مورا على موقع اللجنة الأولمبية الدولية (الإنجليزية)
- فرنسيسكو مورا على موقع أوليمبيديا (الإنجليزية)